# Пуло-Анна
Пуло-Анна (англ. Pulo Anna) — небольшой удалённый остров в архипелаге Палау Каролинских островов, которые расположены в западной части Тихого океана, в кольце Рифа. Остров административно входит в государство Палау.
Площадь острова составляет всего около 0,5 км². Возвышается над океаном всего на 6 метров. На острове находится одна деревня. Климат тропический.
Остров покрыт густой растительностью.